# Graptoliták
A graptoliták (Graptolithina) kolóniaképző állatok, amelyeknek fosszíliái főképp a késő kambriumtól a kora karbonig terjedő földtörténeti korokból ismertek. Egy lehetséges korai graptolita, a Chaunograptus, azonban már a középső kambrium idején is élt.
A név az „írott” jelentésű görög graptosz és a „kőzet” jelentésű lithosz szavak összetétele. Az elnevezés oka, hogy sok graptolita fosszília a sziklákra írott hieroglifákra emlékeztet. Carl von Linné még úgy tartotta, hogy „fosszíliákra emlékeztető képek inkább, mint valódi fosszíliák”, a későbbi kutatások azonban azt tárták fel, hogy a Hydrozoa osztállyal rokonságban álló élőlények maradványai.

## Taxonómiájuk
A név a Graptolithus nem nevéből származik. E szót először Linné alkalmazta 1735-ben, de ő még olyan nem szerves ásványosodásokra és kérgesedésekre, amelyek fosszíliákra emlékeztettek.
1768-ban, a Systema Naturae 12. kötetében feltüntette a G. sagittariust és a G. scalarist, az előbbit mint lehetséges növényi fosszíliát, az utóbbit, mint lehetséges graptolitát. Már korábban, az 1751-ben írott Skånska Resa című művében szerepelt egy „fosszília, vagy furcsa graptolita”, amelyet ma a Climacograptus nevű graptolita nemhez tartozónak gondolnak. A későbbi kutatók már egyértelműen élőlények egy bizonyos csoportjára használták a nevet. Magát a Graptolithus nevet azonban 1954-től nem használják, Linné eredeti, nem szerves anyagra utaló definíciója miatt.
Az 1970-es évek óta, miután az elektronmikroszkópok alkalmazása jelentős fejlődésen ment keresztül, a graptolitákat általában a ma is élő tengeri Pterobranchia osztályhoz kötik, amely a félgerinchúrosok (Hemichordata) törzséhez tartozik. Gyakran hasonlítják őket a félgerinchúrosok ma élő  Cephalodiscus és Rhabdopleura csoportjaihoz.
A Rhabdopleurida az egyetlen ismert ma élő graptolita rend, ezen belül az egyetlen ismert nem a Rhabdopleura.

## Mint zónafosszília
Mivel a graptolita fosszíliák gyakoriak, az egész világon előfordulnak és nagyon sok változatuk fejlődött ki létezésük során, kitűnő korjelzők, amelyek alkalmasak a paleozoikumi kőzetrétegek kormeghatározására. a brit geológusok például az ordovíciumi és sziluri kőzetek korát az általuk tartalmazott graptoliták alapján kevesebb mint egymillió éves pontossággal meg tudják állapítani. Fosszíliáikból a tengervíz mélységére és hőmérsékletére is következtetéseket lehet levonni.

## Alaktanuk

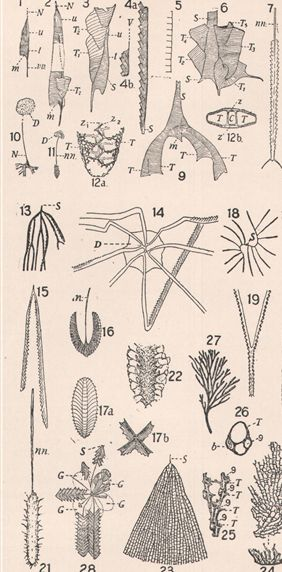
Graptolita morfológia az Encyclopædia Britannica illusztrációján